# Nicolas Gueguen
Nicolas Guéguen ist ein französischer Professor für Sozial- und Kognitive Psychologie an der Universität der Südbretagne und ist Leiter des „Laboratoire d'Ergonomie des Systèmes, Traitement de Information & Comportement“ (CRPCC) und „Centre de Recherches en Psychologie, Cognition & Communication“ (LESTIC).

## Leben
Nicolas Guéguen doktorierte nach seinem Diplom als Informatikingenieur an der Universität Rennes 2 in Sozialpsychologie und habilitierte danach an der Universität der Provence Aix-Marseille I. Er hat zahlreiche Publikationen und Bücher veröffentlicht.

## Forschungsschwerpunkte
Mit über 180 Publikationen konzentriert sich die Forschung von Nicolas Guéguen auf Aspekte menschlichen Verhaltens, wie z. B.
- Kaufverhalten und Konsum
- Nichtverbale kommunikative Einflüsse
- Unterwürfigkeit unter Autoritäten
- Elektronisches Marketing
- Sexuelle Verführung

## Betrugsvorwürfe
Am 28. November 2017 publizierte Ars Technica einen Artikel, der Vorwürfe möglichen wissenschaftlichen Fehlverhaltens seitens Gueguen erhebt.

## Schriften (Auswahl)
- N. Guéguen: Manuel de statistique pour psychologues. Dunod, 1998, ISBN 978-2-10-003698-1, S. 294.
- N. Guéguen: Psychologie de la manipulation et de la soumission. Dunod, 2002, ISBN 978-2-10-005504-3, S. 300.
- N. Guéguen: 100 petites expériences psychologie consommateur. Dunod, 2005, ISBN 978-2-10-048963-3.
- N. Guéguen: Statistiques pour psychologues. Dunod, 2006, ISBN 978-2-10-048974-9.
- N. Guéguen: 100 petites expériences psychologie de la séducton. Dunod, 2007, ISBN 978-2-10-050438-1.
- N. Guéguen: Méthodologie en psychologie. Dunod, 2007, ISBN 978-2-10-050550-0, S. 153.
- N. Guéguen: 100 petites expériences en psychologie. Dunod, 2008, ISBN 978-2-10-052312-2.
- N. Guéguen: Psychologie des prénom. Dunod, 2008, ISBN 978-2-10-051136-5.
- N. Guéguen: Les Tests d'inférence en psychologie. Dunod, 2008, ISBN 978-2-10-051148-8.
- S. Ciccotti, N. Guéguen: Hundepsychologie: Experimentelle Streifzüge in die Psychologie von Mensch und Tier. Spektrum Akademischer Verlag, 2011, ISBN 978-3-8274-2795-3, S. 300.
- N. Guéguen: Psychologie du consommateur. Dunod, 2011, ISBN 978-2-10-055648-9.
- N. Guéguen: Pourquoi faut-il sourire quand on n'est pas beau? Psychologie de la séduction. Dunod, 2011, ISBN 978-2-10-055660-1, S. 256.
- N. Guéguen: Autorité et soumission. Dunod, 2011, ISBN 978-2-10-055047-0.
- Nicolas Guéguen, Sébastien Meineri: Natur für die Seele: Die Umwelt und ihre Auswirkungen auf die Psyche. Springer Berlin Heidelberg, Berlin, Heidelberg 2013, ISBN 978-3-642-34820-4, doi:10.1007/978-3-642-34821-1.